# Muang Khôngxédôn
Muang Khôngxédôn är ett distrikt i Laos.   Det ligger i provinsen Salavan, i den södra delen av landet, 400 km sydost om huvudstaden Vientiane.